# Балинци (Ботошани)
Балинци (рум. Balinți) насеље је у Румунији у округу Ботошани у општини Хаварна. Oпштина се налази на надморској висини од 105 m.

## Становништво
Према подацима из 2002. године у насељу је живело 452 становника, од којих су сви румунске националности.